# Black Cat Bones
Black Cat Bones was een Britse Bluesband.
De band werd opgericht in 1966 met als leden Paul Tiller (zang en mondharmonica), Paul Kossoff (leadgitaar), Terry Sims (drums) en de broers Derek Brooks (ritmegitaar) en Stu Brooks (basgitaar). Terry Sims werd echter al snel vervangen door Frank Perry, die in 1968 weer vervangen werd door Simon Kirke. Black Cat Bones, overigens genoemd naar een met blues geassocieerde talisman uit de voodoo, kreeg uiteindelijk ook een andere zanger. Zo werd Paul Tiller vervangen door Brian Short. Na deze vele wijzigingen in bandsamenstelling, verlieten uiteindelijk ook Kossoff en Kirke de band nog. Zij gingen in Free spelen. Nadat gitarist Rod Price en drummer Phil Lenoir hun plaatsen hadden ingenomen werd met de nieuwe bandsamenstelling een album opgenomen. Barbed Wire Sandwich kwam uit in november 1969. Het zou het enige album blijven.

## Discografie
Barbed Wire Sandwich (1969)
1. Chauffeur
2. Death Valley Blues
3. Feelin' Good
4. Please Tell Me Baby
5. Coming Back
6. Save My Love
7. Four Women
8. Sylvester's Blues
9. Good Lookin' Woman